# Luoshanchuan
Luoshanchuan är en socken i nordvästra Kina. Den ligger i Huan härad i Qingyang i provinsen Gansu, omkring 290 kilometer öster om provinshuvudstaden Lanzhou. Antalet invånare är 6 569. Befolkningen består av 3 185 kvinnor och 3 384 män. Barn under 15 år utgör 21,0 %, vuxna 15-64 år 71 %, och äldre över 65 år 6,0 %.